# Loreto (Bolívia)
Loreto é um município no Departamento de Beni, Bolívia.
Foi fundada em 25 de março de 1686, pelo jesuíta Pedro Marbán, que agrupou 600 nativos da etnia Maremona, nas margens do Rio Mamoré.
Foi a primeira redução jesuítica na região de Llanos de Mojos.
É a capital da Província Marbán, sua principal atividade econômica é a criação de gado bovino.
Na sua praça central existe uma Igreja e um Museu dedicados à Nossa Senhora de Loreto, padroeira do Departamento de Beni. Nesses locais estão expostos objetos de arte sacra da época das missões jesu´ticas na região .